# Pizza Pizza – Ein Stück vom Himmel
Pizza Pizza – Ein Stück vom Himmel (Originaltitel: Mystic Pizza; oft verwendete Alternativtitel: Pizza, Pizza und 3 Girlfriends) ist ein US-amerikanischer Spielfilm aus dem Jahr 1988. Der Regisseur war Donald Petrie, der mit diesem Film debütierte. Zu den Darstellern gehörte die damals noch unbekannte Julia Roberts; in einer Nebenrolle debütierte im Film Matt Damon.

## Handlung
Die Schwestern Kat und Daisy Araújo und ihre Freundin Jojo Barbosa sind drei portugiesisch-amerikanische Teenager-Mädchen, die als Kellnerinnen bei Mystic Pizza arbeiten, einer Pizzeria, die Leona in der Fischerstadt Mystic, Connecticut, gehört.
Kat und Daisy sind völlig gegensätzlich. Kat, die jüngere Schwester, ist eine angehende Astronomin, die im Planetarium des Walfangmuseums im Mystic Seaport arbeitet, und die Yale University hat sie mit einem Teilstipendium aufgenommen. Kat arbeitet nachts im Restaurant und tagsüber als Babysitterin, um das Geld für die Schule aufzubringen. Daisys einziges Ziel ist es, Mystic zu verlassen und so viel Spaß wie möglich zu haben, solange sie noch dort festsitzt. Ihre portugiesische Mutter begünstigt Kat für ihre Träume und Bestrebungen, während sie Daisys Lebensentscheidungen oft in Frage stellt.
Daisy lernt in einer Bar einen wohlhabenden, gut aussehenden jungen Mann namens Charles kennen. Die beiden fühlen sich sofort zueinander hingezogen und beginnen eine Beziehung, sehr zum Missfallen ihrer Mutter. Bei einem Familienessen machen seine Verwandten jedoch unbeabsichtigt unsensible Bemerkungen über ihre ethnische Herkunft, woraufhin Charles überreagiert. Daisy trennt sich von ihm, da sie die Bemerkungen seiner Familie für harmlos hält und ihm vorwirft, sie zu benutzen, um gegen seine Eltern zu rebellieren.
Kat verliebt sich in ihren Arbeitgeber Tim, einen Architekten und Yale-Absolventen, der sie angestellt hat, um auf seine vierjährige Tochter Phoebe aufzupassen, während seine Frau in England arbeitet. Zwischen den beiden entwickelt sich schließlich eine Beziehung, die sie für Liebe hält, und sie haben Sex. Doch als die Frau zurückkehrt, werden Kats Illusionen zerschlagen. Daisy tröstet ihre am Boden zerstörte Schwester, und sie freunden sich an.
Jojo will weiterhin Sex mit ihrem Freund Bill haben, den sie schon einmal zu heiraten versuchte, aber bei der Hochzeit in Ohnmacht fiel, weil sie kalte Füße bekam. Bill weigert sich jedoch, mit ihr Sex zu haben, bis sie verheiratet sind, wozu sie noch nicht bereit ist. Bill trennt sich schließlich von Jojo, weil er glaubt, dass sie ihn nicht wirklich liebt und nur wegen des Sex hinter ihm her ist.
Später besucht ein berühmter Fernseh-Essenskritiker mit dem Spitznamen „The Fireside Gourmet“ unerwartet die Mystic Pizza. Während Kat, Daisy, Jojo und Leona vom Tresen aus zusehen, nimmt er ein paar Bissen von einem Stück, macht sich Notizen in seinem Notizbuch und geht, nachdem er die Rechnung bezahlt hat. Seine Zustimmung kann Wunder für ein Restaurant bewirken, aber sie sind nicht optimistisch. Doch ein paar Tage später gibt der Kritiker der Pizzeria seine höchste Bewertung und nennt sie „superb“. Das Telefon im Restaurant beginnt sofort zu klingeln, und Leona lacht, als sie dem Anrufer mitteilt, dass keine Reservierung nötig ist.
Am Ende bringt Tim Phoebe zu Mystic Pizza, weil sie sich von Kat verabschieden will. Tim gibt ihr einen Scheck, um ihre Studienkosten zu decken, aber sie zerreißt ihn; später nimmt sie Geld von Leona an. Jojo willigt schließlich ein, Bill zu heiraten, und Daisy und Charles versöhnen sich bei ihrer Hochzeit. Der Film endet damit, dass die drei Mädchen vom Balkon des Restaurants aus auf das Wasser blicken und sich an ihre gemeinsame Zeit zurückerinnern.

## Entstehungsgeschichte
Der Film wurde in der Kleinstadt Mystic, einer von vorwiegend portugiesischen Einwanderern und Fischern bewohnten und geprägten Gegend im US-Bundesstaat Connecticut in der dort real existierenden Pizzeria Mystic Pizza gedreht. Der Film zielt daher auch auf die Darstellung des Lebens der Auswanderer in Amerika innerhalb der portugiesischen Traditionen ab. Die Dreharbeiten fanden im Oktober und November des Jahres 1987 statt. Die Produktionskosten betrugen ca. 3,5 Mio. US-Dollar.

## Musik
Zu hören ist u. a. What About You von Hot Chocolate.

## Kritiken
- Roger Ebert prophezeite in der Chicago Sun-Times vom 21. Oktober 1988, dass der Film später dafür bekannt werden könnte, dass einige Schauspieler mitspielten, die erst später zu Filmstars würden. Besonders lobte er die Schönheit und die Energie von Julia Roberts, Annabeth Gish verglich er mit Katharine Hepburn in ihren jungen Jahren.[2]
- Lexikon des internationalen Films: „Ein ebenso romantischer wie humorvoller Film über Probleme an der Schwelle zum Erwachsenwerden, der nie den Sinn für die soziale Realität aus den Augen verliert; mit viel Sympathie für seine Hauptfiguren, die frisch und unverbraucht dargestellt werden.“[3]

## Auszeichnungen
Julia Roberts und Annabeth Gish wurden im Jahr 1989 für ihre Rollen für den Filmpreis Young Artist Award nominiert. Außerdem gab es 1989 Nominierungen für den Independent Spirit Awards für Julia Roberts als beste weiblichen Hauptrolle und als bester Debütfilm, wofür Donald Petrie und die Produzenten ausgezeichnet wurden.
Der Film wurde 1989 weiterhin für den Preis der Casting Society of America nominiert.